# NGC 4731
NGC 4731 este o galaxie spirală situată în constelația Fecioara. A fost descoperită în 25 aprilie 1784 de către William Herschel. Se află la o distanță de 13 megaparseci de Pământ.